# Дальность видимости на взлётно-посадочной полосе

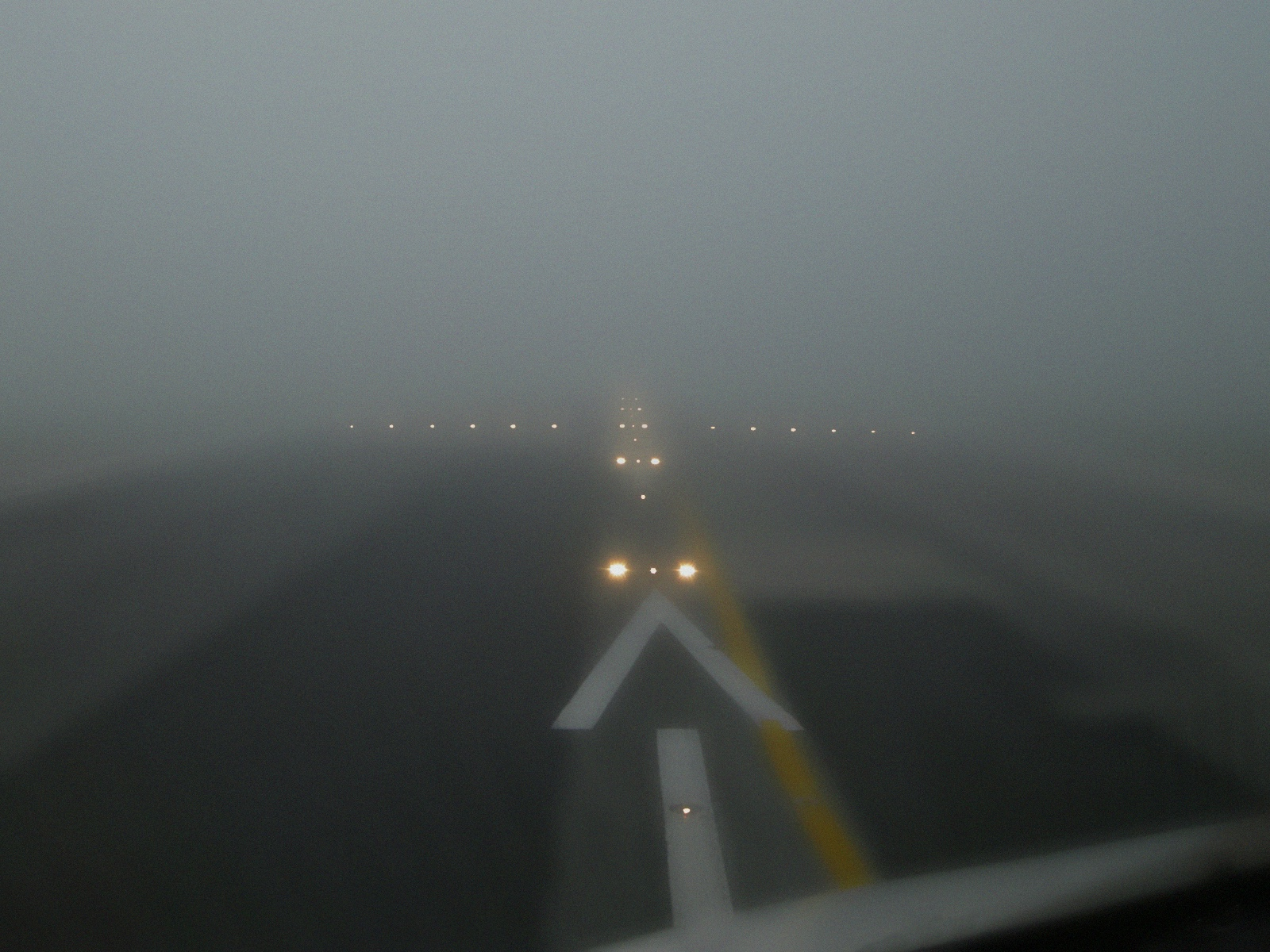
ВПП аэропорта Лиссабона в условиях тумана. Дальность видимости на ВПП составляет около 200 метров

Да́льность ви́димости на взлётно-поса́дочной полосе́ — горизонтальное расстояние, на протяжении которого пилот летательного аппарата, находящегося на осевой линии взлётно-посадочной полосы (ВПП), может видеть маркировочные знаки на её поверхности, а также огни, ограничивающие ВПП или обозначающие её осевую линию.

## История
Впервые ввод видимости на ВПП (англ. Runway visual range (RVR)) в качестве отдельной меры видимости в атмосфере, предназначенной для взлёта и посадки воздушных судов при метеорологических условиях, близких к эксплуатационному минимуму, был предложен на совместном заседании Комиссии авиационной метеорологии Всемирной метеорологической организации (ВМО) и Авиационной конференции Международной организации гражданской авиации (ИКАО) в 1967 году. Первое руководство по практическому использованию этой концепции появилось в Циркуляре ИКАО № 113-AN/85 от 1973 года. В 1974 году, на Восьмой аэронавигационной конференции, было принято определение термина. В первом издании Руководства по практике наблюдения за дальностью видимости на ВПП и передачи сообщений о ней (9328-AN/908), опубликованном в 1983 году, обобщался опыт использования дальности видимости на ВПП при метеорологическом обеспечении полётов в ряде государств, а также давались указания и рекомендации по определению дальности видимости на ВПП. В связи с большим количеством изменений в международных стандартах указания и рекомендации были расширены и усовершенствованы во втором издании (9328-AN/908).

## Оценка видимости на ВПП

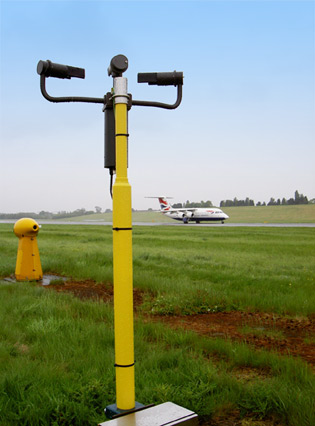
Скаттерометр в аэропорту

В случае с аэродромами, оборудованными светосигнальными системами, дальность видимости на ВПП (например, 2000 метров и менее) может рассчитываться по специальным таблицам, а при большей видимости за неё принимается наблюдаемое значение метеорологической дальности видимости. В случае с аэродромами, не оборудованными светосигнальными системами, за дальность видимости на ВПП при визуальных наблюдениях может приниматься: видимость дневных ориентиров (днём), видимость, определённая по световым или дневным ориентирам в зависимости от того, какие видны дальше (в сумерках), видимость световых ориентиров (ночью); при инструментальных наблюдениях: измеренное значение видимости (днём и в сумерках), измеренное значение видимости, переведённое по таблице в видимость по световому ориентиру (ночью).
Сегодня большинство аэропортов для определения дальности видимости на ВПП используют специальные устройства, называемые скаттерометрами. Обычно устанавливаются три прибора, по одному на каждом конце ВПП и один в середине.
Видимость на ВПП измеряют и сообщают пилотам взлетающих или заходящих на посадку летательных аппаратов каждые 30 минут. При уменьшении дальности видимости на ВПП до значения, определяемого эксплуатационным минимумом для аэродрома, измерения и передача полученных данных осуществляются каждые 15 минут. При дальнейшем уменьшении видимости измерения проводятся сразу же по поступлении запроса авиадиспетчера.